# Glückstädter Fortuna

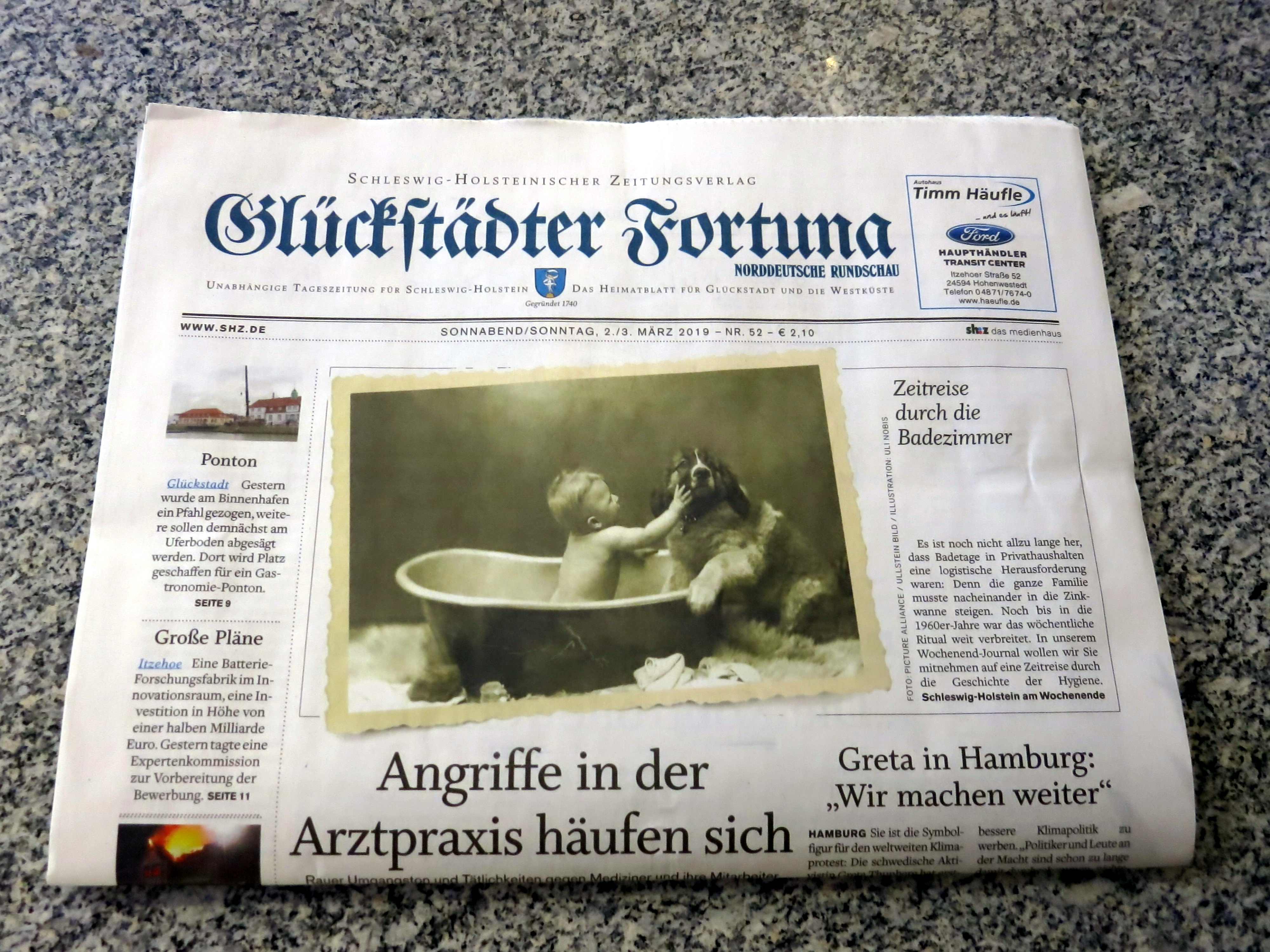
Ausgabe der Glückstädter Fortuna Tageszeitung vom März 2019.

Die Glückstädter Fortuna ist eine regionale Tageszeitung für den Raum Glückstadt und die umliegenden Gemeinden. Sie wurde im Jahr 1740 gegründet und erscheint heute im Schleswig-Holsteinischen Zeitungsverlag. Die Zeitung ist damit die älteste Tageszeitung Norddeutschlands.

## Aufbau der Zeitung
Die Tageszeitung gliedert sich in folgende Abschnitte: Lokales, Regionales (Kreis Steinburg, Schleswig-Holstein, Hamburg), Politik, Wirtschaft, Kultur, Sport sowie Vermischtes.
Chefredakteure sind Stefan Hans Kläsener, Miriam Scharlibbe, Gerrit Bastian Mathiesen und Jan Frederik Schönstedt.

## Geschichte
Die Erstauflage der Glückstädter Fortuna aus dem Jahr 1740 wurde in der heutigen Druckerei J. J. Augustin gedruckt. Bis 1969 erschien sie als eigenständige Zeitung, dann wurde sie von der Druckerei J. J. Augustin an die Norddeutsche Rundschau in Itzehoe verkauft und erschien in dieser mit einer eigenen Regionalseite.
Seit dem 26. März 2014 erscheint die Glückstädter Fortuna wieder als eigene Zeitung. Es wurde zunächst mit einer Auflage von 2500 bis 3000 Stück gerechnet.

## Auflage
Die Glückstädter Fortuna hatte laut der Informationsgemeinschaft zur Feststellung der Verbreitung von Werbeträgern im Jahr 2023 montags bis sonnabends eine durchschnittliche verkaufte Auflage von 2.197 Stück. Sonnabends liegt die durchschnittlich verkaufte Auflage bei 2.426 Exemplaren.
Die Glückstädter Fortuna ist im Abonnement als gedruckte und digitale Tageszeitung sowie als ePaper erhältlich.

## Erwähnungen in anderen Medien
Die Glückstädter Fortuna: als Spiegel politischer Strömungen in Schleswig-Holstein von November 1863 bis August 1866 ist ein von Hauke Petersen geschriebenes Taschenbuch, das im Jahr 2013 von Make a Book herausgegeben wurde.